# City Kids (gruppo musicale)
I City Kids sono un gruppo rock originario di Le Havre che si è formato negli anni ottanta e che si è sciolto nel 1995.

## Storia
Influenzati dal rock australiano underground dell'inizio del decennio (Radio Birdman, Died Pretty) e controcorrente alle mode musicali del momento, non hanno conosciuto il successo al di là di una certa parte del pubblico rock. Si sono separati nel 1995 e Dominique Comont, il cantante, ha continuato una carriera solista.
I City Kids si sono ritrovati sulla scena, specialmente nella loro città d'origine, Le Havre, il 13 dicembre 2008, al cabaret électrique. Il loro ritorno sulle scene è avvenuto a beneficio di una associazione caritatevole a sostegno dell'infanzia disagiata.

## Membri del gruppo
- Dominique Comont, canto, tastiere
- Eric «la Houle» Houllemare (1980/1984), Christophe «Glitter» Paillette (1984/1995), Basso
- Stéphane «Paxo» Lesauvage, Batteria
- Pascal Lamy, Chitarra

## Discografia

### Album
- The Name of the Game, 1984
- City Kids, Is It Love?, 1984
- The Orphans Parade, 1987
- 1000 Soldiers, 1989
- Third Life, 1993
- Live, 1993

### Singoli
- The Real Thing/Only Question, 1987
- Glass cage/Thousand Soldiers, 1990